# Bab's Burglar
Bab's Burglar è un film muto del 1917 diretto da J. Searle Dawley.

## Produzione
Il film fu prodotto dalla Famous Players Film Company.

## Distribuzione
Distribuito dalla Famous Players-Lasky Corporation, il film uscì nelle sale cinematografiche statunitensi il 28 ottobre 1917.